# Néa Alikarnassós
Néa Alikarnassós (en grec : Νέα Αλικαρνασσός), en français Nouvelle-Halicarnasse, est une ville de Crète, située à l’est d’Héraklion, faisant partie du dème du même nom. Anciennement, le dème de Néa Alikarnassós comprend le village nommé Kallithéa (Καλλιθέα) situé à environ 4 km au sud. La population totale de cet ancien dème était de 12 542 habitants en 2001.
L'aéroport international d'Héraklion Níkos-Kazantzákis qui dessert la Crète est situé sur la commune d’Alikarnassós.